# Naivasha
Naivasha là một thị trấn lớn nằm tại hạt Nakuru, Kenya. Nó nằm cách 92,8 km (57,7 mi) về phía tây bắc của Nairobi theo đường bộ. Thị trấn có tổng dân số là 181.966 người (điều tra dân số năm 2009).

## Kinh tế
Kinh tế chính của thị trấn là nông nghiệp, đặc biệt là trồng hoa. Cùng với đó, thị trấn cũng là một điểm du lịch nổi tiếng khi cách nó không xa là Vườn quốc gia Cổng Địa Ngục và Núi Longonot. Chuyến tham quan cũng không thể bỏ qua Hồ Naivasha để ngắm nhìn cuộc sống hoang dã của các loài chim và hà mã cùng nhiều loài khác.

## Giao thông
Naivasha nằm trên bờ hồ Naivasha dọc theo đường cao tốc Nairobi-Nakuru (A104) và Đường sắt Uganda. Năm 2015, một phần mở rộng của tuyến đường sắt tiêu chuẩn mới đến thị trấn này đã được phê duyệt.